# Calyptronema ila
Calyptronema ila is een rondwormensoort uit de familie van de Enchelidiidae.